# Klonownica (gromada)
Klonownica (alt. gromada Klonownica Mała) – dawna gromada, czyli najmniejsza jednostka podziału terytorialnego Polskiej Rzeczypospolitej Ludowej w latach 1954–1972.
Gromady, z gromadzkimi radami narodowymi (GRN) jako organami władzy najniższego stopnia na wsi, funkcjonowały od reformy reorganizującej administrację wiejską przeprowadzonej jesienią 1954 do momentu ich zniesienia z dniem 1 stycznia 1973, tym samym wypierając organizację gminną w latach 1954–1972.
Gromadę Klonownica z siedzibą GRN w Klonownicy (Małej) utworzono – jako jedną z 8759 gromad na obszarze Polski – w powiecie bialskim w woj. lubelskim na mocy uchwały nr 5 WRN w Lublinie z dnia 5 października 1954. W skład jednostki wszedł obszar dotychczasowej gromady Klonownica ze zniesionej gminy Rokitno, obszar dotychczasowej gromady Polinów ze zniesionej gminy Zakanale oraz obszar dotychczasowej gromady Klonownica Mała ze zniesionej gminy Janów Podlaski w tymże powiecie. Dla gromady ustalono 11 członków gromadzkiej rady narodowej.
1 stycznia 1960 gromadę zniesiono, włączając jej obszar do gromad Janów Podlaski (Klonownica Mała wieś, Klonownica Plac, Polinów, Mauryki, Nowinki kol., Polinów, Dąbrowa, kol. Utkowiec, Zaborek i Janowski przysiółek) i Rokitno (wieś Klonownica Duża i gajówkę Serwin) w tymże powiecie.